# Stephen Tulloch
Stephen Michael Tulloch (Miami, 1º gennaio 1985) è un ex giocatore di football americano statunitense che ha militato nel ruolo di linebacker nella National Football League (NFL). Fu scelto nel corso del quarto giro (116º assoluto) del Draft NFL 2006 dai Tennessee Titans. Al college ha giocato a football alla North Carolina State University.

## Carriera professionistica

### Tennessee Titans
Tulloch fu scelto nel corso del quarto giro del Draft 2006 dai Tennessee Titans. Rimase con essi dal 2006 al 2010, facendo registrare 457 tackle, 4,5 sack e 2 intercetti.

### Detroit Lions
Tulloch firmò un contratto annuale coi Detroit Lions il 31 luglio 2011. Nel suo primo anno coi Lions partì come titolare in tutte le 16 partite, mettendo a segno 111 tackle, 3 sack e 2 intercetti. Uno dei suoi sack fu ai danni dai Tim Tebow, dopo il quale esultò emulando la classica posizione inginocchiata di Tebow.
IL 20 marzo 2012 firmò un nuovo contratto quinquennale coi Lions. Nel 2012 disputò ancora tutte le 16 gare come titolare facendo registrare 112 tackle e 0,5 sack, venendo classificato al numero 62 nella classifica dei migliori cento giocatori della stagione. Tulloch giocò coi Lions fino al 2015, ritirandosi dopo avere disputato un'ultima stagione con i Philadelphia Eagles nel 2016.

## Statistiche
| Tackle     | 949  |
| Sack       | 14,5 |
| Intercetti | 6    |